# ديفيد ويليام (لاعب هوكي الجليد)
ديفيد ويليام (بالإنجليزية: David Hale)‏ هو لاعب هوكي الجليد أمريكي، ولد في 18 يونيو 1981 في كولورادو سبرينغس في الولايات المتحدة.

## وصلات خارجية
- ديفيد ويليام على موقع دوري الهوكي الوطني (الإنجليزية)
- ديفيد ويليام على موقع EliteProspects.com (الإنجليزية)
- ديفيد ويليام على موقع Eurohockey.com (الإنجليزية)
- ديفيد ويليام على موقع HockeyDB.com (الإنجليزية)
- ديفيد ويليام على موقع Hockey-Reference.com (الإنجليزية)